# 列治文鎮區 (密歇根州馬凱特縣)
列治文鎮區（英語：Richmond Township）是位於美國密歇根州馬凱特縣的一個行政鎮區。

## 地方資料
列治文鎮區的面積為149.44平方千米，當中陸地面積為144.13平方千米，而水域面積為5.31平方千米。根據2020年美國人口普查的數據，當地共有人口806人，而人口密度為每平方千米5.39人。